# Paul Hollywood és a város ízei
A Paul Hollywood és a város ízei egy 2016-ban bemutatásra került gasztronómiai témájú televíziós sorozat.

## Epizódok
| Évad | Évad | Részek száma | Részek száma | Eredeti sugárzás  | Eredeti sugárzás  |
| Évad | Évad | Részek száma | Részek száma | Évadbemutató      | Évadzáró          |
| ---- | ---- | ------------ | ------------ | ----------------- | ----------------- |
|      | 1.   | 13           | 13           | 2016. április 23. | 2016. november 2. |
|      | 2.   | 10           | 10           | 2017. március 20. | 2017. május 22.   |

### Első évad (2016)
- Amerikai Egyesült Államok: New York, Miami
- Egyesült Királyság: London
- Franciaország: Párizs
- Olaszország: Nápoly
- Németország: München
- Lengyelország: Varsó
- Spanyolország: Madrid
- Oroszország: Szentpétervár
- Dánia: Koppenhága

A három speciális, összegző epizód:
- A legfinomabb falatok
- Lenyűgöző pékek
- Hihetetlen pékségek

### Második évad (2017)
- Amerikai Egyesült Államok: San Francisco, Los Angeles
- Írország: Dublin
- Olaszország: Palermo
- Belgium: Antwerpen
- Norvégia: Bergen
- Izland: Reykjavík
- Ciprus: Nicosia
- Izrael: Jeruzsálem
- Dél-afrikai Köztársaság: Fokváros